# Primera División de Andorra 2020-21
La Primera División de Andorra 2020-21 (en catalán: Primera Divisió de Andorra 2020-21), oficialmente y por motivos de patrocinio Lliga Multisegur Assegurances, fue la 26.ª edición del campeonato de la máxima categoría de fútbol del Principado de Andorra. Fue organizada por la Federación Andorrana de Fútbol y disputada por 8 equipos.
La temporada comenzó el 29 de noviembre de 2020 y finalizó el  23 de mayo de 2021.
El Inter Club d'Escaldes obtuvo el segundo título de liga de su historia al ganar por 4-0 al Atlètic Club d'Escaldes en la penúltima fecha.

## Ascensos y descensos
| Pos. | Descendidos de 1.ª División |
| ---- | --------------------------- |
| 8.º  | Ordino                      |

| Pos. | Ascendidos de 2.ª División |
| ---- | -------------------------- |
| 1.º  | Penya Encarnada d'Andorra  |

## Sistema de competición
El campeonato constó de dos fases:
En la fase regular, los ocho equipos se enfrentaron entre sí bajo el sistema de todos contra todos a dos ruedas, completando un total de 14 fechas. Una vez finalizada dicha instancia, los cuatro equipos con mayor cantidad de puntos participaron de la Ronda por el campeonato, mientras que los cuatro restantes disputaron la Ronda por la permanencia. Todos los clubes comenzaron su participación en esta instancia con el puntaje final obtenido en la fase regular.
Los cuatro clubes que participaron de la Ronda por el campeonato volvieron a enfrentarse entre sí, todos contra todos, a doble rueda. El equipo que acumuló más puntos entre las dos fases se consagró campeón y accedió a la ronda preliminar de la Liga de Campeones de la UEFA 2021-22. Asimismo, el subcampeón se clasificó para la Primera ronda clasificatoria de la Liga de Conferencia Europa de la UEFA 2021-22. Un segundo puesto para la Primera ronda clasificatoria de la Liga de Conferencia Europa de la UEFA 2021-22 fue asignado al campeón de la Copa Constitució 2021.
Por otro lado, los cuatro equipos participantes de la Ronda por la permanencia se enfrentaron entre sí, todos contra todos, a doble rueda. Aquel que logró menor puntuación a lo largo de las dos fases descendió directamente a la Segunda División, mientras que el penúltimo disputó una promoción contra el subcampeón de dicha categoría.
En todas las fases, las clasificaciones se establecieron a partir de los puntos obtenidos en cada encuentro, otorgando tres por partido ganado, uno por empatado y ninguno en caso de derrota. En caso de igualdad de puntos entre dos o más equipos, se aplicaron, en el mencionado orden, los siguientes criterios de desempate:
1. Mayor cantidad de puntos en los partidos entre los equipos implicados;
2. Mejor diferencia de goles en los partidos entre los equipos implicados;
3. Mayor cantidad de goles a favor en los partidos entre los equipos implicados;
4. Mejor diferencia de goles en toda la temporada;
5. Mayor cantidad de goles a favor en toda la temporada.

## Equipos participantes
| Equipo                    | Ciudad                  |
| ------------------------- | ----------------------- |
| Atlètic Club d'Escaldes   | Las Escaldas-Engordany  |
| Carroi                    | Santa Coloma de Andorra |
| Engordany                 | Las Escaldas-Engordany  |
| Inter Club d'Escaldes     | Las Escaldas-Engordany  |
| Penya Encarnada d'Andorra | Andorra la Vieja        |
| Sant Julià                | San Julián de Loria     |
| FC Santa Coloma           | Santa Coloma de Andorra |
| UE Santa Coloma           | Santa Coloma de Andorra |

| Parroquia              | N.º | Equipos                                                    |
| ---------------------- | --- | ---------------------------------------------------------- |
| Andorra la Vieja       | 4   | Carroi, Penya Encarnada, FC Santa Coloma y UE Santa Coloma |
| Las Escaldas-Engordany | 3   | Atlètic Club d'Escaldes, Engordany y Inter Club d'Escaldes |
| San Julián de Loria    | 1   | Sant Julià                                                 |

## Fase regular

### Clasificación
| Pos. | Equipo                  | Pts. | PJ | G | E | P  | GF | GC | Dif. | Clasificación 2020–21    |
| ---- | ----------------------- | ---- | -- | - | - | -- | -- | -- | ---- | ------------------------ |
| 1    | Inter Club d'Escaldes   | 26   | 14 | 7 | 5 | 2  | 22 | 7  | +15  | Ronda por el campeonato  |
| 2    | FC Santa Coloma         | 24   | 14 | 6 | 6 | 2  | 22 | 13 | +9   | Ronda por el campeonato  |
| 3    | Sant Julià              | 24   | 14 | 7 | 3 | 4  | 27 | 20 | +7   | Ronda por el campeonato  |
| 4    | Atlètic Club d'Escaldes | 23   | 14 | 6 | 5 | 3  | 25 | 12 | +13  | Ronda por el campeonato  |
| 5    | Engordany               | 22   | 14 | 5 | 7 | 2  | 25 | 16 | +9   | Ronda por la permanencia |
| 6    | UE Santa Coloma         | 20   | 14 | 6 | 2 | 6  | 19 | 15 | +4   | Ronda por la permanencia |
| 7    | Carroi                  | 7    | 14 | 2 | 1 | 11 | 8  | 28 | −20  | Ronda por la permanencia |
| 8    | Penya Encarnada         | 7    | 14 | 2 | 1 | 11 | 10 | 47 | −37  | Ronda por la permanencia |

Actualizado a los partidos jugados el 18 de abril de 2021.
 Fuente: FAF, Soccerway

### Tabla de resultados cruzados

#### Jornadas 1-7
| Local \ Visitante       | ATL | CAR | ENG | INT | PEN | SJU | FCS | UES |
| ----------------------- | --- | --- | --- | --- | --- | --- | --- | --- |
| Atlètic Club d'Escaldes | —   | 2–1 | 3–3 | 2–1 | 3–0 | 1–1 | 0–2 | 0–0 |
| Carroi                  | 0–2 | —   | 0–2 | 2–0 | 0–3 | 0–3 | 0–3 | 1–3 |
| Engordany               | 1–1 | 1–1 | —   | 0–2 | 5–0 | 3–0 | 2–2 | 2–0 |
| Inter Club d'Escaldes   | 0–0 | 2–0 | 0–0 | —   | 6–0 | 3–1 | 1–1 | 0–0 |
| Penya Encarnada         | 0–8 | 3–0 | 1–1 | 0–1 | —   | 0–2 | 0–3 | 1–2 |
| Sant Julià              | 2–1 | 2–1 | 1–2 | 0–2 | 6–2 | —   | 1–1 | 3–1 |
| FC Santa Coloma         | 0–2 | 1–2 | 2–2 | 1–1 | 3–0 | 2–2 | —   | 1–0 |
| UE Santa Coloma         | 1–0 | 1–0 | 3–1 | 0–3 | 7–0 | 1–2 | 0–1 | —   |

### Resultados
- Los horarios corresponden a la CET (Hora Central Europea) UTC+1 en horario estándar y UTC+2 en horario de verano.

#### Primera vuelta
| FC Santa Coloma         | 2 - 2 | Engordany       | Centre d'Entrenament de la FAF 1 | 29 de noviembre | 11:00 |
| Inter Club d'Escaldes   | 3 - 1 | Sant Julià      | Centre d'Entrenament de la FAF 1 | 29 de noviembre | 14:30 |
| Carroi                  | 0 - 3 | Penya Encarnada | Centre d'Entrenament de la FAF 1 | 29 de noviembre | 18:00 |
| Atlètic Club d'Escaldes | 0 - 0 | UE Santa Coloma | Centre d'Entrenament de la FAF 1 | 29 de noviembre | 20:30 |

| Penya Encarnada | 0 - 1 | Inter Club d'Escaldes   | Centre d'Entrenament de la FAF 1 | 6 de diciembre | 11:30 |
| UE Santa Coloma | 1 - 0 | Carroi                  | Estadio Nacional                 | 6 de diciembre | 16:30 |
| Engordany       | 1 - 1 | Atlètic Club d'Escaldes | Centre d'Entrenament de la FAF 1 | 17 de enero    | 11:30 |
| Sant Julià      | 1 - 1 | FC Santa Coloma         | Centre d'Entrenament de la FAF 1 | 17 de enero    | 16:30 |

| Atlètic Club d'Escaldes | 2 - 1 | Carroi          | Centre d'Entrenament de la FAF 1 | 13 de diciembre | 11:30 |
| FC Santa Coloma         | 3 - 0 | Penya Encarnada | Estadio Nacional                 | 13 de diciembre | 11:30 |
| Inter Club d'Escaldes   | 0 - 0 | UE Santa Coloma | Centre d'Entrenament de la FAF 1 | 13 de diciembre | 16:30 |
| Engordany               | 3 - 0 | Sant Julià      | Centre d'Entrenament de la FAF 1 | 21 de enero     | 20:30 |

| Sant Julià      | 2 - 1 | Atlètic Club d'Escaldes | Centre d'Entrenament de la FAF 1 | 16 de diciembre | 20:30 |
| Penya Encarnada | 1 - 1 | Engordany               | Prada de Moles                   | 16 de diciembre | 20:30 |
| UE Santa Coloma | 0 - 1 | FC Santa Coloma         | Centre d'Entrenament de la FAF 1 | 17 de diciembre | 20:30 |
| Carroi          | 2 - 1 | Inter Club d'Escaldes   | Prada de Moles                   | 17 de diciembre | 20:30 |

| Engordany               | 2 - 0 | UE Santa Coloma       | Centre d'Entrenament de la FAF 1 | 20 de diciembre | 11:30 |
| FC Santa Coloma         | 1 - 2 | Carroi                | Estadio Nacional                 | 20 de diciembre | 11:30 |
| Atlètic Club d'Escaldes | 2 - 1 | Inter Club d'Escaldes | Centre d'Entrenament de la FAF 1 | 20 de diciembre | 16:30 |
| Sant Julià              | 6 - 2 | Penya Encarnada       | Estadio Nacional                 | 20 de diciembre | 16:30 |

| UE Santa Coloma         | 1 - 2 | Sant Julià      | Centre d'Entrenament de la FAF 1 | 24 de enero | 11:30 |
| Atlètic Club d'Escaldes | 3 - 0 | Penya Encarnada | Estadio Nacional                 | 24 de enero | 11:30 |
| Carroi                  | 0 - 2 | Engordany       | Centre d'Entrenament de la FAF 1 | 24 de enero | 16:30 |
| Inter Club d'Escaldes   | 1 - 1 | FC Santa Coloma | Estadio Nacional                 | 24 de enero | 16:30 |

| Penya Encarnada | 1 - 2 | UE Santa Coloma         | Centre d'Entrenament de la FAF 1 | 31 de enero | 11:30 |
| Sant Julià      | 2 - 1 | Carroi                  | Estadio Nacional                 | 31 de enero | 11:30 |
| FC Santa Coloma | 0 - 2 | Atlètic Club d'Escaldes | Centre d'Entrenament de la FAF 1 | 31 de enero | 16:30 |
| Engordany       | 0 - 2 | Inter Club d'Escaldes   | Estadio Nacional                 | 31 de enero | 16:30 |

#### Segunda vuelta
| Engordany       | 2 - 2 | FC Santa Coloma         | Centre d'Entrenament de la FAF 1 | 7 de febrero | 11:30 |
| Sant Julià      | 0 - 2 | Inter Club d'Escaldes   | Estadio Nacional                 | 7 de febrero | 11:30 |
| UE Santa Coloma | 1 - 0 | Atlètic Club d'Escaldes | Centre d'Entrenament de la FAF 1 | 7 de febrero | 16:30 |
| Penya Encarnada | 3 - 0 | Carroi                  | Estadio Nacional                 | 7 de febrero | 16:30 |

| Inter Club d'Escaldes   | 6- 0  | Penya Encarnada | Centre d'Entrenament de la FAF 1 | 14 de febrero | 11:30 |
| Atlètic Club d'Escaldes | 3- 3  | Engordany       | Estadio Nacional                 | 14 de febrero | 11:30 |
| FC Santa Coloma         | 2 - 2 | Sant Julià      | Centre d'Entrenament de la FAF 1 | 14 de febrero | 16:30 |
| Carroi                  | 1 - 3 | UE Santa Coloma | Estadio Nacional                 | 14 de febrero | 16:30 |

| Carroi          | 0 - 2 | Atlètic Club d'Escaldes | Centre d'Entrenament de la FAF 1 | 21 de febrero | 11:30 |
| UE Santa Coloma | 0 - 3 | Inter Club d'Escaldes   | CE La Massana                    | 21 de febrero | 11:30 |
| Sant Julià      | 1 - 2 | Engordany               | Centre d'Entrenament de la FAF 1 | 21 de febrero | 16:30 |
| Penya Encarnada | 0 - 2 | FC Santa Coloma         | CE La Massana                    | 21 de febrero | 16:30 |

| Inter Club d'Escaldes   | 2 - 0 | Carroi          | Centre d'Entrenament de la FAF 1 | 28 de febrero | 11:30 |
| Engordany               | 5 - 0 | Penya Encarnada | CE La Massana                    | 28 de febrero | 11:30 |
| FC Santa Coloma         | 1 - 0 | UE Santa Coloma | Centre d'Entrenament de la FAF 1 | 28 de febrero | 16:30 |
| Atlètic Club d'Escaldes | 1 - 1 | Sant Julià      | CE La Massana                    | 28 de febrero | 16:30 |

| Penya Encarnada       | 0 - 3 | Sant Julià              | Centre d'Entrenament de la FAF 1 | 7 de marzo | 11:30 |
| UE Santa Coloma       | 3 - 1 | Engordany               | CE La Massana                    | 7 de marzo | 11:30 |
| Inter Club d'Escaldes | 0 - 0 | Atlètic Club d'Escaldes | Centre d'Entrenament de la FAF 1 | 7 de marzo | 16:30 |
| Carroi                | 0 - 3 | FC Santa Coloma         | CE La Massana                    | 7 de marzo | 16:30 |

| FC Santa Coloma | 1 - 1 | Inter Club d'Escaldes   | Centre d'Entrenament de la FAF 1 | 14 de marzo | 11:30 |
| Sant Julià      | 3 - 1 | UE Santa Coloma         | CE La Massana                    | 14 de marzo | 11:30 |
| Engordany       | 1 - 1 | Carroi                  | Centre d'Entrenament de la FAF 1 | 14 de marzo | 16:30 |
| Penya Encarnada | 0 - 8 | Atlètic Club d'Escaldes | CE La Massana                    | 14 de marzo | 16:30 |

| Carroi                  | 0 - 3 | Sant Julià      | Centre d'Entrenament de la FAF 1 | 11 de abril | 11:30 |
| Atlètic Club d'Escaldes | 0 - 2 | FC Santa Coloma | CE La Massana                    | 11 de abril | 11:30 |
| Inter Club d'Escaldes   | 0 - 0 | Engordany       | Estadio Nacional                 | 11 de abril | 11:30 |
| UE Santa Coloma         | 7 - 0 | Penya Encarnada | Centre d'Entrenament de la FAF 1 | 18 de abril | 11:30 |

## Ronda por el campeonato
| Pos. | Equipo                    | Pts. | PJ | G  | E | P | GF | GC | Dif. | Clasificación 2021–22                       |
| ---- | ------------------------- | ---- | -- | -- | - | - | -- | -- | ---- | ------------------------------------------- |
| 1    | Inter Club d'Escaldes (C) | 39   | 20 | 11 | 6 | 3 | 34 | 11 | +23  | Ronda preliminar de la Liga de Campeones    |
| 2    | Sant Julià                | 34   | 20 | 10 | 4 | 6 | 33 | 24 | +9   | Primera Ronda de la Liga Europa Conferencia |
| 3    | FC Santa Coloma           | 32   | 20 | 8  | 8 | 4 | 28 | 19 | +9   | Primera Ronda de la Liga Europa Conferencia |
| 4    | Atlètic Club d'Escaldes   | 25   | 20 | 6  | 7 | 7 | 29 | 26 | +3   |                                             |

Actualizado a los partidos jugados el 23 de mayo de 2021.
 Fuente: FAF

### Resultados

#### Primera vuelta
| Sant Julià      | 2 - 2 | 1Atlètic Club d'Escaldes | CE La Massana | 18 de abril | 11:30 |
| FC Santa Coloma | 1 - 2 | Inter Club d'Escaldes    | CE La Massana | 18 de abril | 16:30 |

| Atlètic Club d'Escaldes | 1 - 4 | Inter Club d'Escaldes | CE La Massana    | 25 de abril | 16:30 |
| Sant Julià              | 2 - 0 | FC Santa Coloma       | Estadio Nacional | 25 de abril | 16:30 |

| FC Santa Coloma       | 0 - 0 | Atlètic Club d'Escaldes | Estadio Nacional | 2 de mayo  | 16:30 |
| Inter Club d'Escaldes | 1 - 0 | Sant Julià              | CE La Massana    | 12 de mayo | 20:30 |

#### Segunda vuelta
| Atlètic Club d'Escaldes | 0 - 1 | Sant Julià      | Estadio Nacional | 9 de mayo | 16:30 |
| Inter Club d'Escaldes   | 1 - 1 | FC Santa Coloma | CE La Massana    | 9 de mayo | 16:30 |

| Inter Club d'Escaldes (C) | 4 - 0 | Atlètic Club d'Escaldes | Estadio Nacional | 16 de mayo | 16:30 |
| FC Santa Coloma           | 1 - 0 | Sant Julià              | CE La Massana    | 16 de mayo | 16:30 |

| Sant Julià              | 1 - 0 | Inter Club d'Escaldes | Estadio Nacional | 23 de mayo | 16:30 |
| Atlètic Club d'Escaldes | 1 - 3 | FC Santa Coloma       | CE La Massana    | 23 de mayo | 16:30 |

## Ronda por la permanencia
| Pos. | Equipo              | Pts. | PJ | G | E | P  | GF | GC | Dif. | Clasificación 2020–21                  |
| ---- | ------------------- | ---- | -- | - | - | -- | -- | -- | ---- | -------------------------------------- |
| 1    | Engordany           | 33   | 20 | 8 | 9 | 3  | 43 | 30 | +13  |                                        |
| 2    | UE Santa Coloma     | 30   | 20 | 9 | 3 | 8  | 44 | 27 | +17  |                                        |
| 3    | Carroi (O)          | 19   | 20 | 5 | 4 | 11 | 20 | 33 | −13  | Promoción por la permanencia           |
| 4    | Penya Encarnada (D) | 7    | 20 | 2 | 1 | 17 | 13 | 74 | −61  | Descenso a la Segunda División 2021-22 |

Actualizado a los partidos jugados el 22 de mayo de 2021.
 Fuente: FAF

### Resultados

#### Primera vuelta
| Penya Encarnada | 0 - 4 | Engordany | CE La Massana | 21 de abril | 20:30 |
| UE Santa Coloma | 1 - 1 | Carroi    | CE La Massana | 22 de abril | 20:30 |

| Carroi          | 1 - 1 | Engordany       | CE La Massana    | 25 de abril | 11:30 |
| UE Santa Coloma | 9 - 0 | Penya Encarnada | Estadio Nacional | 25 de abril | 11:30 |

| Engordany       | 2 - 5 | UE Santa Coloma | CE La Massana    | 5 de mayo | 11:30 |
| Penya Encarnada | 1 - 3 | Carroi          | Estadio Nacional | 5 de mayo | 11:30 |

#### Segunda vuelta
| Engordany | 4 - 3 | Penya Encarnada | CE La Massana    | 9 de mayo | 11:30 |
| Carroi    | 3 -2  | UE Santa Coloma | Estadio Nacional | 9 de mayo | 11:30 |

| Engordany       | 1- 1  | Carroi          | Estadio Nacional | 16 de mayo | 11:30 |
| Penya Encarnada | 0 - 4 | UE Santa Coloma | CE La Massana    | 16 de mayo | 11:30 |

| Carroi          | 3 - 0 | Penya Encarnada | Centre d'Entrenament de la FAF 1 | 21 de mayo | 20:30 |
| UE Santa Coloma | 4 - 6 | Engordany       | CE La Massana                    | 22 de mayo | 20:45 |

## Promoción por la permanencia
El tercer equipo ubicado en la clasificación final de la Ronda por la permanencia disputó una serie a doble partido, uno como visitante y otro como local, ante el  subcampeón de la Segunda División. El ganador de la eliminatoria participó de la siguiente temporada de la Primera Divisió.
| 29 de mayo de 2021, 20:30; | La Massana | 0:2 (0:1) | Carroi                                     | Centre d'Entrenament de la FAF 2, Andorra la Vieja |                                       |
|                            |            | Reporte   | Victor Pérez 24' · Youssef Ezzejjari 90+8' | Árbitro(s): Luis Miguel do Nascimento              | Árbitro(s): Luis Miguel do Nascimento |

| 2 de junio de 2021, 20:30; | Carroi                                         | 3:1 (1:0) (Global 5:1) | La Massana          | CE La Massana, La Massana   |                             |
|                            | Youssef Ezzejjari 4', 48' · Rodrigo Varela 51' | Reporte                | Derrick Dibotti 50' | Árbitro(s): Joan Guiu Serra | Árbitro(s): Joan Guiu Serra |

## Tabla de goleadores
- Actualizado el 23 de mayo de 2021.

| Pos. | Jugador           | Club                    | Goles |
| ---- | ----------------- | ----------------------- | ----- |
| 1    | Guillaume Lopez   | Engordany               | 16    |
| 2    | Youssef Ezzejjari | Carroi                  | 15    |
| 3    | Joel Paredes      | UE Santa Coloma         | 14    |
| 4    | Victor Bernat     | UE Santa Coloma         | 13    |
| 5    | Genis Soldevila   | Atlètic Club d'Escaldes | 12    |